# オリロー
オリロー株式会社（英文社名 ORIRO Co.Ltd.）は、東京都文京区に本拠地を置く企業。
「避難器具オリロー」の製造販売（緩降機・ハッチ・はしご）などで知られる。

## 沿革
- 1928年（昭和3年）6月 - 創業者である松本三郎が、消火器・農業衛生噴霧器の製造を開始
- 1950年（昭和25年）8月 - 合資会社松本製作所を設立
- 1965年（昭和40年）8月 - 松本機工株式会社を設立
- 1968年（昭和43年）8月 - 避難器具オリロー緩降機（松本和夫の考案）が自治大臣によって型式承認
- 同年9月 - 国家検定（個別）に合格
- 2018年（平成30年）6月‐ オリロー株式会社へ社名変更[1]

## 提供番組
現在
- 大改造!!劇的ビフォーアフター（BS朝日、2018年11月～）

過去
- 所さんお届けモノです!（毎日放送制作・TBS系列、2018年6月～9月）
- パネルクイズ アタック25（朝日放送テレビ制作・テレビ朝日系列、2018年7月～9月）

## 関連文献
- 「月刊消防」 1998-03 p.135-141 大切な生命を守る「オリロー」の功績--松本機工(株)会長に聞く